# Чарне (Піський повіт)
Чарне (пол. Czarne, нім. Herzogsdorf) — село в Польщі, у гміні Ожиш Піського повіту Вармінсько-Мазурського воєводства.
Населення — 49 осіб (2011).
У 1975-1998 роках село належало до Сувальського воєводства.

## Демографія
Демографічна структура станом на 31 березня 2011 року:
|          | Загалом | Допрацездатний вік | Працездатний вік | Постпрацездатний вік |
| -------- | ------- | ------------------ | ---------------- | -------------------- |
| Чоловіки | 26      | 6                  | 18               | 2                    |
| Жінки    | 23      | 6                  | 12               | 5                    |
| Разом    | 49      | 12                 | 30               | 7                    |